# Sede vacante

Sede vacante (în română Scaun vacant) este, conform codului canonic al Bisericii Catolice, perioada în care o dieceză sau o biserică particulară rămâne lipsită de episcop diecezan. Un caz particular este acela când scaunul vacant este Scaunul Apostolic (Sfântul Scaun). Cea mai lungă perioadă înregistrată a vacantării Tronului petrin a fost de 2 ani și 10 luni (de la moartea papei Clement al IV-lea și până la întronizarea lui Grigore al X-lea).